# Fjärestads församling
Fjärestads församling var en församling i Lunds stift och i Helsingborgs kommun. Församlingen uppgick 2010 i Kvistofta församling.

## Administrativ historik
Församlingen har medeltida ursprung. 
Församlingen var till 1962 annexförsamling i pastoratet Bårslöv och Fjärestad som från 1 maj 1929 även omfattade Frillestads och Välluvs församlingar. Från 1962 till 2010 var församlingen annexförsamling i pastoratet Kvistofta, Glumslöv, Bårslöv och Fjärestad. Församlingen uppgick 2010 i Kvistofta församling.

## Kyrkor
- Fjärestads kyrka

## Kyrkoherdar
Med Bårslövs församling som moderförsamling
| - Claus Lauritsen, 1500-talet - Sören Christensen, 1500-talet - Jakob Olsen Skaaning, 1500-talet - Peder Olsen, 1600-talet - Herman Mortensen Lipper, 1600-talet (till 1678) - Christian Sorbonius, 1681–1698 - Paul Qvidingh, 1699–1722 | - Anders Corvin, 1722–1763 - Frans Jakob Ollman, 1764–1771 - Martin Elmgren, 1773–1797 - Georg Gottlieb Löhr, 1798–1823 - Bernhard Pommer, 1826–1848 - Christian Lorentz Kemner, 1851–1880 - Anton Thelander, 1883–1906 | - Nils Holmqvist, 1908–1909 - August Hammar, 1911–1916 - Olof Sjöberg, 1918–1938 - Malte Sydmark, 1939–1961 För kyrkoherdar från och med 1962, se Kvistofta pastorat. |